# Pascal von Wroblewsky
Pascal von Wroblewsky (* 10. Juni 1962 in Ost-Berlin) ist eine deutsche Jazzmusikerin, Sängerin und Schauspielerin.

## Leben und Wirken
Pascal von Wroblewsky stand mit 15 Jahren bereits auf der Bühne. Sie sang zunächst Folk und Blues, bevor sie 1983 zum Jazz kam und Mitglied der Sonneberger Jazz-Optimisten wurde. Sie besuchte 1983 bis 1985 die Musikschule Friedrichshain und studierte anschließend an der Hochschule für Musik „Hanns Eisler“ Berlin. Neben vielen Projekten, etwa mit Reinhard Walter, dann mit Axel Donner und Thomas Klemm, war ihre langjährige Mitgliedschaft in der 1978 in Ost-Berlin gegründeten Jazzrockband Bajazzo besonders publikumswirksam.
Sie veröffentlichte mehrere Jazzsoloalben und eine Klassik-CD und bekam für Swinging Pool die Goldene Amiga.
Sie stand auf der Bühne mit Joe Pass, Dizzy Gillespie, Femi Kuti und Martin Drew und arbeitete unter anderem mit der hr-Bigband, der RIAS Big Band Berlin, dem Orchester der Komischen Oper Berlin und der Deutschen Staatsoper und dem Dresdner Philharmonischen Jazzorchester sowie der Bigband der Deutschen Oper Berlin.
Sie schreibt und singt Songs für Filme, unter anderem den Titelsong in dem ZDF-Film Zurück auf Los! von Pierre Sanoussi-Bliss, für die Verfilmung des Ingrid-Noll-Romans Kalt ist der Abendhauch von Rainer Kaufmann und nahm Songs auf für die US-amerikanische Fassung des Films Sophie Scholl – Die letzten Tage, der für den Oscar nominiert wurde.
Am Theater sang Wroblewsky unter anderem in Altenburg und Dessau in der Dreigroschenoper und führte Die Sieben Todsünden von Bertolt Brecht und Kurt Weill auf.
2015 war Wroblewsky in der Rolle der Frau Peachum in der einmaligen Experimentalfassung von Mackie Messer – eine Salzburger Dreigroschenoper bei den Salzburger Festspielen in der Experimentalfassung von Martin Lowe, Regie: Julian Crouch und Sven-Eric Bechtolf, zu sehen.
Pascal von Wroblewsky machte Tourneen durch Kuba, China, Nigeria, Senegal, Kamerun, Frankreich, Niederlande, Russland, die Slowakei, Ghana, Belarus, Polen und Ungarn. Sie war als Dozentin für Stimmbildung, Sprecherziehung und Interpretation an der Hochschule für Musik „Hanns Eisler“ Berlin und der Berliner Schule für Schauspiel tätig; seit 2011 unterrichtet Wroblewsky an der Hochschule für Musik „Felix Mendelssohn Bartholdy“ in Leipzig.
Die Zusammenarbeit mit dem Gründer und Gitarristen Jürgen Heckel der Jazzrockband Bajazzo besteht mit Unterbrechungen seit 1985, 2012 veröffentlichte Wroblewsky gemeinsam mit ihm sowie dem Schlagzeuger Peter Michailow und dem Bassisten Pepe Berns das Album Pascal Seventies Songbook. Im gleichen Jahr brachte Amiga Jazz ihre Erstveröffentlichung Swinging Pool aus dem Jahr 1986 als CD neu heraus.

## Familie
Pascal von Wroblewsky ist die Nichte des Romanisten und Übersetzers Vincent von Wroblewsky sowie die Urenkelin des Schauspielers Hadrian Maria Netto.

## Diskographie
- 1986: Swinging Pool (mit Volker Schlott, Thomas Klemm, Jörg Huke, Hans-Joachim Hesse, Reinhard Walter, Jürgen Heckel, Wolfgang Schmiedt, Horst Würzebesser, Mathias Kühne, Dieter Keitel)
- 1987: Fasten Seat Belts! (mit Bajazzo)
- 1991: Wroblewsky Donner Klemm live mit Axel Donner und Thomas Klemm
- 1993: So Easy  mit Axel Donner und Thomas Klemm, (Buschfunk)
- 1995: Speak Low mit Helmut Forsthoff, Reinmar Henschke, Manfred Dierkes, Gerhard Kubach, Peter Lucht, (Buschfunk)
- 1995: Give & Take Helmut Forsthoff, Reinmar Henschke, Manfred Dierkes, Gerhard Kubach, Peter Lucht
- 1996: Pascal von Wroblewsky singt Kurt Weill (mit dem Orchester der Komischen Oper, Dirigent: Mario Venzago und dem Babelsberg Filmorchester, Dirigent: Bernd Wefelmeyer)
- 1999: Idol
- 2012: Pascal Seventies Songbook (mit Jürgen Heckel, Peter Michailow, Pepe Berns)
- 2012: Swinging Pool, Neuauflage als CD
- 2024: Pasternak, Poeme von Boris PasternakKompositionen von Lora Kostina, mit dem Lora Kostina Trio, (Buschfunk)

als Gast auf folgenden Alben
- 1986: Weimar 1985 – 1. Jazztage der DDR (mit der Berliner Bigband Variation)
- 2004: Gerhard Schöne, Könige aus dem Morgenland[4]
- 2005: Eric Fish, Zwilling (Buschfunk)[5]
- 2006: Reinmar Henschke & Volker Schlott, Cafe Thiossane[6]
- 2011: Athesinus Consort Berlin Signale mit Gerhard Schöne[7]
- 2011: Bigband der Deutschen Oper Berlin, How Long is Now[8]
- 2011: Andy Miles, Then and Now[9]
- 2018: Dresden Bigband, Triple Step[10]
- 2021: Athesinus Consort Berlin 432 mit Ulrich Noethen, Gerhard Schöne[11]

## Theater (Auswahl)
- 1987–1988 Theater Altenburg: Die Dreigroschenoper – Bertolt Brecht/Kurt Weill – Regie: Gert Hof
- 1995 Komische Oper Berlin: Die Sieben Todsünden (konzertant) – Bertolt Brecht/Kurt Weill – Dirigent: Mario Venzago
- 1996 Maxim-Gorki-Theater: Gorkis Tierleben – Regie: Bernd Wilms
- 1998 Staatsoper Unter den Linden: Die Sieben Todsünden (konzertant) – Bertolt Brecht/Kurt Weill – Dirigent: Sebastian Weigle
- 1999 Anhaltisches Theater: Die Dreigroschenoper – Bertolt Brecht/Kurt Weill – Regie: Helmut Straßburger/Ernst-Georg Hering
- 2004 Schleswig-Holsteinisches Landestheater und Sinfonieorchester: Sekretärinnen – Franz Wittenbrink – Regie: Stefan Ebeling
- 2008 Theater Görlitz: Die Sieben Todsünden (konzertant) – Bertolt Brecht/Kurt Weill – Dirigent: Eckehard Stier
- 2014 Neuköllner Oper: Didi und Stulle – nach Motiven des Comics von Philip Tägert – Regie: Eike Hannemann und Anita Augustin, Musik: Matthias Herrmann
- 2015 Salzburger Festspiele: Mackie Messer – eine Salzburger Dreigroschenoper – Bertolt Brecht/Kurt Weill – Regie: Sven-Eric Bechtolf, Julian Crouch, Experimentalfassung: Martin Lowe
- 2018 Staatsschauspiel Dresden: Sun and Sea (deutschsprachige Erstaufführung) – Libretto: Vaiva Grainytė, Komposition: Lina Lapelytė, Regie: Rugilė Barzdžiukaitė

## Theatermusik
- 2024 Landestheater Neustrelitz: Die Verzauberten Brüder von Jewgeni Schwarz, Übersetzung: Rainer Kirsch, Musik: Pascal von Wroblewsky, Regie: Johanna Schall

## Hörspiele
- 1994: Wolfgang Poenisch: Wie immer – Regie Werner Buhss (Hörspiel – ORB)
- 1996: Waleri Petrow: Peng (Qualle) – Regie: Werner Buhss (Kinderhörspiel – MDR/DLR)

## Dokumentarfilm
- 1989: Ovation Bass (DEFA-Dokumentarfilm, Regie: Ted Tetzke)[12]